# Ана Михајловски
Ана Михајловски (Београд, 20. октобар 1982) српска је телевизијска водитељка и глумица.

## Биографија
Први пут је на телевизији наступала 2001, док је још увек била средњошколка. Водила је емисију Звучник на каналу YU Info. Запажена је када је са Миланом Калинићем почела да води емисију Летећи старт. Затим је водила 48 сати свадба, као и фестивал Сунчане скале у Херцег Новом. Популарност је, заједно са Маријаном Мићић, стекла у серијалима Једноставан живот и Бела лађа. Водила је велики број емисија и ријалити програма продукције Емоушон. Године 2013. је напустила Емоушон продукцију, а 2014. водила је музичко такмичење  фактор. Ана има ћерку Иву са Гораном Стаменковићем, директором Емоушона, и другу са бизнисменом Мирком Грубином. Учествовала је у емисији Твоје лице звучи познато, а 2016. је водила пету сезону емисије Ја имам таленат! Године 2019. водила је четврту сезону емисије Пинкове звезде. Током лета 2022. радила је за Нову С, где је водила емисију Покрени се заједно са Данилом Машојевићем.

## Филмографија

### Улоге
| Год.       | Назив             | Улога                             | Напомена  |
| ---------- | ----------------- | --------------------------------- | --------- |
| 2004—2006. | Једноставан живот | Ана                               | ТВ серија |
| 2020.      | Игра судбине      | Ана Марија Кременовић Гвозденовић | ТВ серија |
| 2021—2022. | Династија         | водитељка Клара Марић             | ТВ серија |

### Спотови
- Марчело — Двадесет (2021)[5]

## Емисије
| Година     | Назив                            |
| ---------- | -------------------------------- |
| 2001.      | Звучник                          |
| 2003—2007. | Летећи старт                     |
| 2005—2006. | Сродне душе                      |
| 2005.      | 48 сати свадба                   |
| 2007—2013. | Велики брат                      |
| 2008.      | Операција Тријумф                |
| 2012.      | Ана и Ракоњац Вечерња ТВ достава |
| 2012.      | Ноћни ТВ пројекат                |
| 2014.      | фактор                           |
| 2016—2017. | Ја имам таленат!                 |
| 2019.      | Пинкове звезде                   |
| 2022.      | Покрени се                       |